# Melanaspis frankiniae
Melanaspis frankiniae är en insektsart som beskrevs av Ferris 1941. Melanaspis frankiniae ingår i släktet Melanaspis och familjen pansarsköldlöss. Inga underarter finns listade i Catalogue of Life.